# Giacomo Cantelmo
Giacomo Cantelmo, o Cantelmi, (Napoli, 13 giugno 1640 – Napoli, 11 dicembre 1702), è stato un cardinale e arcivescovo cattolico italiano.

## Biografia
Figlio di Fabrizio Cantelmo, duca di Popoli e principe di Pettorano, e Beatrice Brancia, duchessa di Belvedere, Innocenzo XI nel 1678 lo mandò legato in Urbino e inquisitore di Malta e di Venezia; Clemente X nel 1685 lo delegò nunzio in Svizzera poi nel 1688 lo mandò pure in Polonia, e nel 1689 Alessandro VIII lo incaricò di compiere importanti missioni a Vienna e in Russia; al ritorno, il 13 febbraio 1690 fu creato cardinale e il 27 settembre dello stesso anno successe al cardinale Gasparo Cavalieri sulla cattedra dell'arcidiocesi di Capua. Mantenne questa carica però solo per un anno. Infatti, il 23 luglio dell'anno seguente, il cardinal Pignatelli, eletto pontefice con il nome di Innocenzo XII, lo trasferì a Napoli nominandolo arcivescovo di Napoli. Mantenne tale carica fino alla morte.
Fu un uomo di non ordinaria cultura, uno dei più illustri porporati del suo tempo, dotto di latino, di greco e di ebraico. Per promuovere lo studio delle antichità, formò a Popoli nel giardino di famiglia, un ricco museo in cui raccolse lapidi di Corfinio, statue, e monete antiche.

## Genealogia episcopale
La genealogia episcopale è:
- Cardinale Guillaume d'Estouteville, O.S.B.Clun.
- Papa Sisto IV
- Papa Giulio II
- Cardinale Raffaele Sansone Riario
- Papa Leone X
- Papa Paolo III
- Cardinale Francesco Pisani
- Cardinale Alfonso Gesualdo di Conza
- Papa Clemente VIII
- Cardinale Pietro Aldobrandini
- Cardinale Laudivio Zacchia
- Cardinale Antonio Barberini, O.F.M.Cap.
- Cardinale Marcantonio Franciotti
- Cardinale Giambattista Spada
- Cardinale Carlo Pio di Savoia
- Cardinale Giacomo Cantelmo